# بوکوواتس، دسپوتوواتس
بوکوواتس (صربی: Bukovac}} یک منطقهٔ مسکونی در صربستان است که در Pomoravlje District واقع شده‌است.